# Academia de Ciências da América Latina
A Academia de Ciências da América Latina (ACAL) é uma academia de ciências que reúne pesquisadores do continente Latino-Americano e tem sua sede em Caracas. A ACAL foi fundada por latino-americanos reunidos na Pontifícia Academia das Ciências em 1983 e tem por missão honrar a memória de Simón Bolívar. Atualmente, a academia conta com 222 membros de países como Argentina, Brasil, Colômbia, Costa Rica, Cuba, Chile, Equador, Guatemala, Honduras, México, Panamá, Peru, Uruguai e Venezuela.

## História
Nosotros, Dr. Carlos Chagas, Dr. Jorge E. Allende, Dr. Héctor Croxatto, Dr. Leopoldo de Meis, Dr. Sonia Dietrich, Dr. Patricio J, Garrahan, Dr. Armando Gómez Poyou, Dr. G. B. Marini-Bettolo, Dr. Sergio Mascarenhas, Dr. A. Paes Carvalho, Dr. Carlos Monge, Dr. M. Peixoto, Dr. Marcel Roche, Dr. Fernando Rosas P., Dr. P. Rudomín, Dr. Andres O. M. Stoppani, Dr. Raimundo Villegas, Dr. Jorge Villegas, investigadores científicos, residentes de nuestro país de origen y aquí de tránsito atendiendo a una iniciativa de la Pontificia Academia de Ciencias, para constitutir la Academia de Ciencias de América Latina;
Nós, Dr. Carlos Chagas, Dr. Jorge E. Allende, Dr. Héctor Croxatto, Dr. Leopoldo de Meis, Dr. Sonia Dietrich, Dr. es:Patricio J. Garrahan, Dr. Armando Gómez Poyou, Dr. G. B. Marini-Bettolo, Dr. Sergio Mascarenhas, Dr. A. Paes Carvalho, Dr. Carlos Monge, Dr. M. Peixoto, Dr. Marcel Roche, Dr. Fernando Rosas P., Dr. P. Rudomín, Dr. Andres O. M. Stoppani, Dr. es:Raimundo Villegas, Dr. Jorge Villegas, pesquisadores científicos, residentes do nosso país de origem e aqui de trânsito participando de uma iniciativa da Pontifícia Academia de Ciências, para constituir a Academia de Ciências da América Latina.
Com estas palavras inicia a ata de constituição d'Academia, firmada em Roma em 25 e 26 de setembro de 1982.

## Missão
Promover e contribuir para o desenvolvimento das ciências matemáticas, físicas, químicas, da vida, da terra e suas aplicações em benefício do desenvolvimento e da integração humana, cultural, e social da América Latina e Caribe.

## Direção

### Presidentes
- Atual: es:Claudio Bifano,  Venezuela
- Anterior: Fidel Ramón,  México
- Fundador: Carlos Chagas Filho,  Brasil

### Conselheiros
- Gerhard Malnic,  Brasil
- es:Moisés Wasserman,  Colômbia
- Ramón Latorre,  Chile
- es:Jorge Allende,  Chile
- Edward De Robertis,  Uruguai- Estados Unidos

### Chanceleres
- Rafael Apitz-Castro,  Venezuela
- es:María Luisa Izaguirre,  Venezuela

## Nobel
O quadro de membros da academia conta com 3 agraciados com o Prêmio Nobel:
- Mario José Molina,  México- Estados Unidos, Química (1995)
- César Milstein,  Argentina- Reino Unido, Fisiologia ou Medicina (1984)
- Luis Federico Leloir,  França- Argentina, Química (1970)